# Manubrio (pesistica)

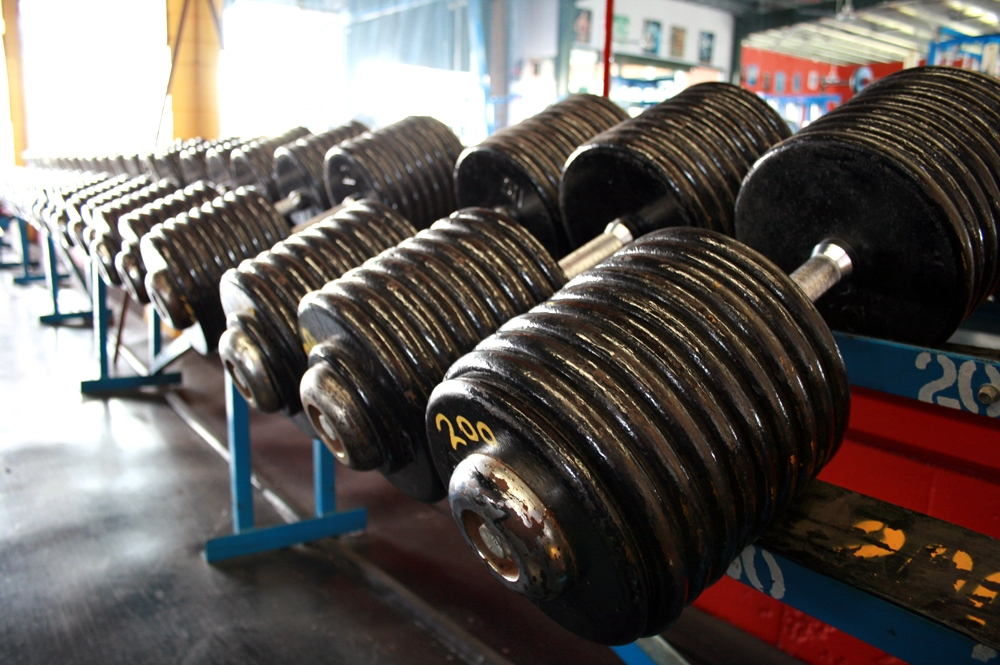
Manubri

Il manubrio (in inglese dumbbell) è un attrezzo utilizzato in pesistica. Il suo utilizzo più frequente avviene con una coppia di manubri, con esercizi effettuati impugnandone uno per mano anche se non mancano esercizi a mano singola in particolar modo per braccia (avambracci, bicipiti e tricipiti) e dorsali.

## Dimensioni, materiali e tipologie
Sostanzialmente, un manubrio è un'asta di metallo, solitamente di acciaio cromato, ma esistono anche manubri di altri materiali come l'acciaio inossidabile. Presenta una parte centrale, l'impugnatura, avente, nella maggior parte dei casi, un diametro di 25 o 28 mm, anche se esistono impugnature più ampie, che rendono gli esercizi più impegnativi per la presa (utilizzate prevalentemente nell'allenamento degli strongman). Le estremità possono essere rotanti o fisse. Esse presentano comunque diametri standard in base al tipo di pesi che vi devono essere caricati (solitamente 50 mm, ma si trovano anche, per motivi di economicità, da 25 o 30 mm, destinati allo home fitness o all'uso leggero). Oltre ai manubri sui quali, a seconda delle esigenze, devono essere montati, di volta in volta, i pesi, esistono anche manubri detti "fissi", nei quali i pesi sono saldati in maniera definitiva. Questi ultimi si trovano frequentemente nelle palestre commerciali.

## Caratteristiche d'utilizzo
I manubri, rispetto al bilanciere, si differenziano per una minore lunghezza e, in gran parte, per un utilizzo differente. Nei manubri, rispetto al bilanciere, per gli esercizi corrispondenti, vi è un maggior utilizzo di muscoli stabilizzatori e una maggiore ampiezza del movimento (ROM). Si tratta di vantaggi per quel che riguarda gli scopi di building muscolare ma, per contro, col bilanciere si possono utilizzare, nella maggior parte dei casi, carichi più elevati, negli esercizi corrispondenti, rispetto ai manubri. Generalmente, si può dire che il bilanciere viene usato prevalentemente per gli esercizi multiarticolari, mentre i manubri possono trovare impiego anche negli esercizi di isolamento.

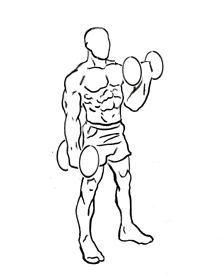
Esercizio con manubri in piedi (curl per bicipiti)
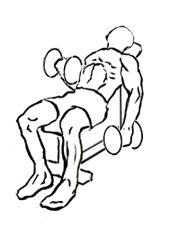
Esercizio con manubri su panca inclinata (altra tipologia di curl per bicipiti)
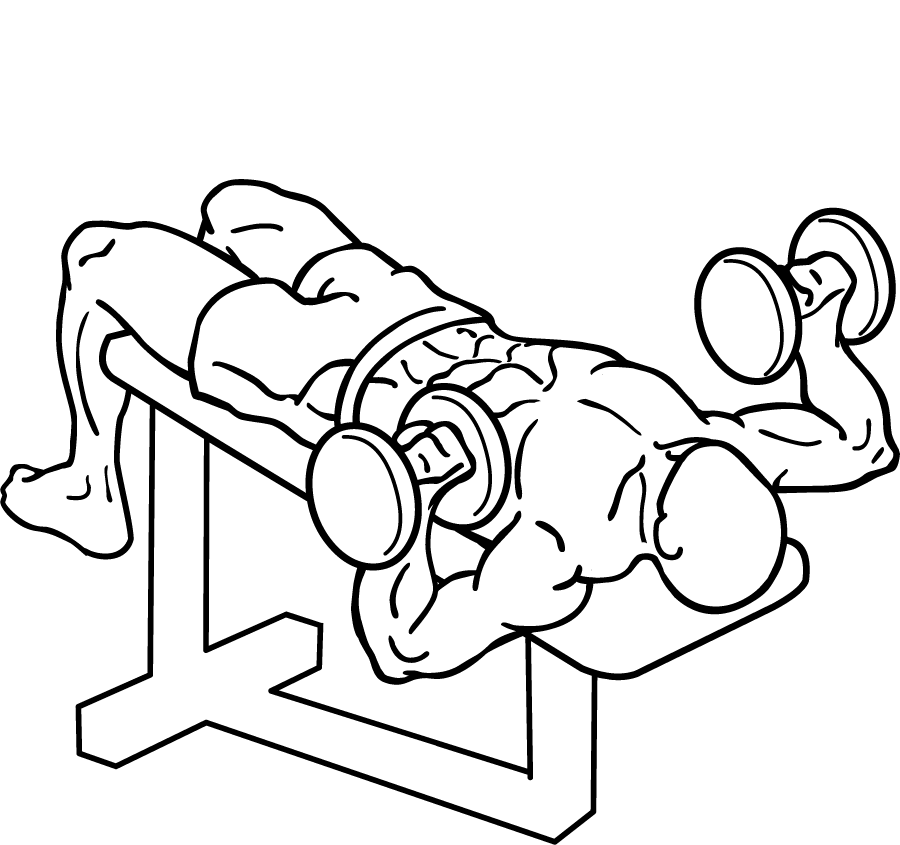
Esercizio con manubri su panca piana (bench press per pettorali)